# Acrotomus aithogaster
Acrotomus aithogaster är en stekelart som beskrevs av Gupta 1991. Acrotomus aithogaster ingår i släktet Acrotomus och familjen brokparasitsteklar. Inga underarter finns listade i Catalogue of Life.